# Saitis
Saitis là một chi nhện trong họ Salticidae.

## Các loài
Tính đến  tháng 8 năm 2019 chi này có 32 loài khắp thế giới:
- Saitis annae Cockerell, 1894 – Jamaica
- Saitis aranukanus Roewer, 1944 – Kiribati (Gilbert Is.)
- Saitis ariadneae Logunov, 2001 – Hy Lạp (Crete)
- Saitis auberti Berland, 1938 – Vanuatu
- Saitis barbipes (Simon, 1868) (loài điển hình) – nam châu Phi, nam châu Âu tới Thổ Nhĩ Kỳ
- Saitis berlandi Roewer, 1951 – Vanuatu
- Saitis breviusculus Simon, 1901 – Gabon
- Saitis catulus Simon, 1901 – Venezuela
- Saitis chaperi Simon, 1885 – India, Sri Lanka
- Saitis cupidon (Simon, 1885) – New Caledonia
- Saitis cyanipes Simon, 1901 – Brazil
- Saitis graecus Kulczyński, 1905 – Albania, Hy Lạp, Bulgaria
- Saitis imitatus (Simon, 1868) – Croatia, Montenegro
- Saitis insectus (Hogg, 1896) – Trung bộ Australia
- Saitis insulanus Rainbow, 1920 – Australia (Lord Howe Is.)
- Saitis kandyensis Kim, Ye & Oh, 2013 – Sri Lanka
- Saitis lacustris Hickman, 1944 – Central Australia
- Saitis latifrons Caporiacco, 1928 – Libya
- Saitis magniceps (Keyserling, 1882) – Australia (Queensland)
- Saitis marcusi Soares & Camargo, 1948 – Brazil
- Saitis mutans Otto & Hill, 2012 – Australia (New South Wales)
- Saitis nanus Soares & Camargo, 1948 – Brazil
- Saitis perplexides (Strand, 1908) – Jamaica
- Saitis relucens (Thorell, 1877) – Indonesia (Sulawesi)
- Saitis sengleti (Metzner, 1999) – Hy Lạp (bao gồm Crete)
- Saitis signatus (Keyserling, 1883) – Không rõ
- Saitis spinosus (Mello-Leitão, 1945) – Argentina
- Saitis splendidus (Walckenaer, 1837) – Timor
- Saitis taeniatus Keyserling, 1883 – Australia
- Saitis tauricus Kulczyński, 1905 – Italy, Hungary, Macedonia, Bulgaria, Hy Lạp, Thổ Nhĩ Kỳ, Ukraine
- Saitis variegatus Mello-Leitão, 1941 – Argentina
- Saitis virgatus Otto & Hill, 2012 – Australia (New South Wales)

## Hình ảnh

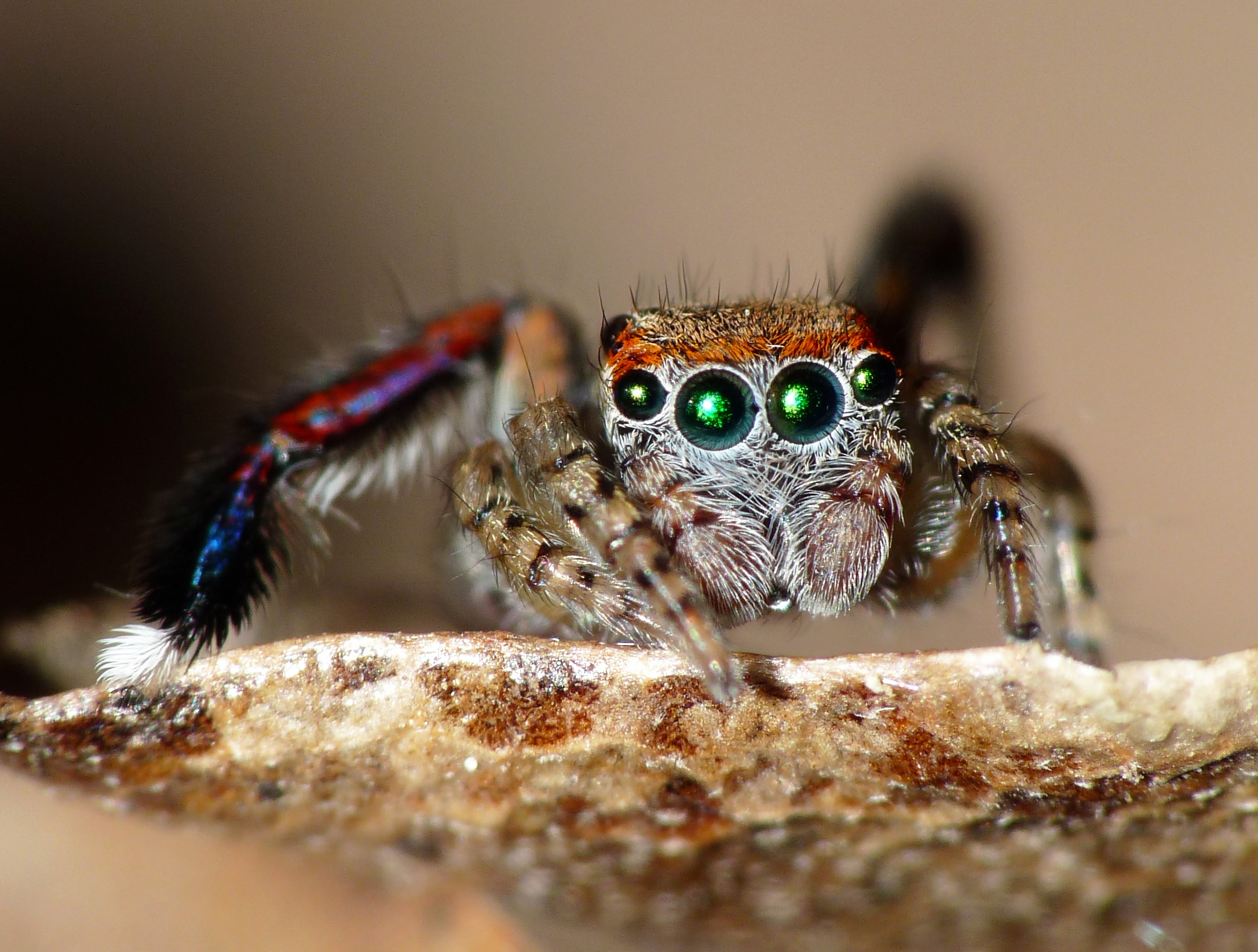
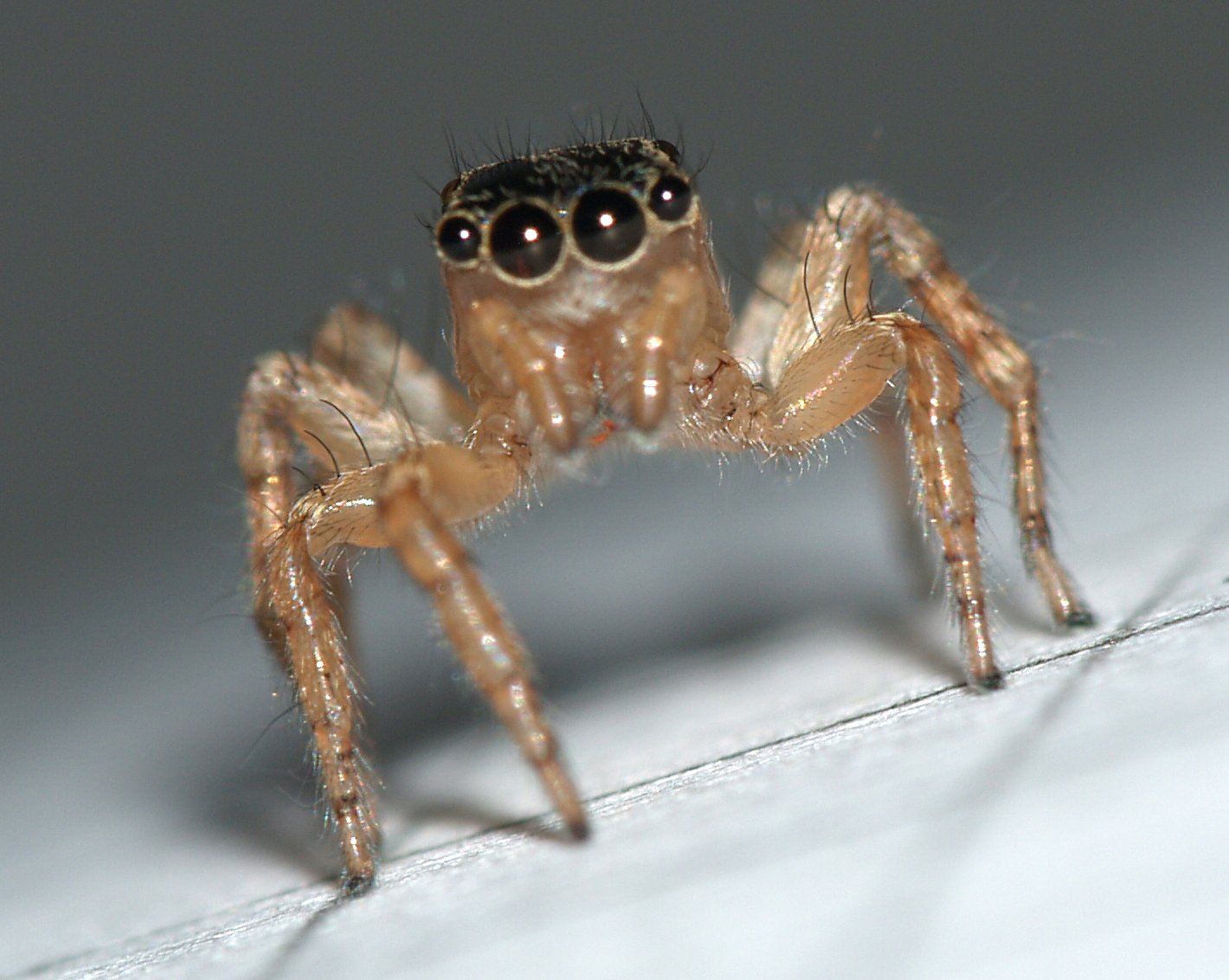